# Николай Благоев
Николай Димитров Благоев е български политик и лекар от партия „Български възход“. Народен представител от коалиция „Български възход“ в XLVIII народно събрание. Работил е в ХЕИ, в РЗИ, в Българска агенция по безопасност на храните.

## Биография
Николай Благоев е роден на 17 юни 1969 г. в град Стара Загора, Народна република България. Израства в Стара Загора. Завършва специалност „Медицина“ в Тракийския университет в Стара Загора.
На парламентарните избори през 2022 г. е кандидат за народен представител от листата на коалиция „Български възход“, първи в листата на 27 МИР Стара Загора. Избран е за народен представител.